# Emanuel Jacobsen
Emanuel "Malle" Weinholdt Jacobsen (født 21. november 1893 i København, død 7. august 1968 i Brøndbyøster) var en dansk bokser.

## Amatørkarriere
Som amatør stillede Emanuel Jacobsen op i bantamvægt ved de første danske amatørboksemesterskaber i 1915. Jacobsen vandt titlen som dansk mester. Ved amatørmesterskaberne i 1916 rykkede Emanuel Jacobsen op i fjervægt, hvor han også vandt det danske mesterskab.

## Professionel karriere
Emanuel "Malle" Jacobsen blev professionel i 1917, hvor han den 30. september debuterede med et pointnederlag til Frithjof Hansen i en kamp over 15 omgange. Jacobsen opnåede dog en række sejre og uafgjorte i 1917 og 1918 inden han den 1. december 1918 atter tabte til Frithjof Hansen, denne gang i en kamp om det danske mesterskab i letvægt. I "Malles" næste kamp vandt han over Waldemar Holberg på diskvalifikation. Efter sejren over Holberg boksede Emanuel Jacobsen med succes en række kampe i Berlin, i Danmark og i Sverige. Emanuel Jacobsen opnåeder i 1920 og 1921 tre kampe i London, hvoraf de to imidlertid blev tabt. Efter kampene i England vendte "Malle" tilbage til Danmark, hvor han bortset fra et enkelt nederlag til Anders "Vidunderbarnet" Petersen opnåede en række sejre og uafgjorte, herunder sejre over Alfred Jensen og Svend Helgesen.
I 1922 flyttede Emanuel Jacobsen til New York, hvor han boksede flere kampe. Den 27. april 1923 boksede han en kamp i Montreal, Canada, mod George Gerardin, Jacobsen blev stoppet i 10 omgang, og blev så ilde tilredt, at han måtte på hospital i to uger. Herefter vendte Jacobsen hjem fra USA, og boksede en enkelt kamp den 16. januar 1924 mod englænderen Patsy Coram, hvor Jacobsen opnåede en skuffende uafgjort, hvorefter Jacobsen opgav boksekarrieren.
Emanuel "Malle" Jacobsen opnåede en karriere, der bibragte Jacobsen 47 professionelle kame, hvoraf han vandt de 32 (heraf 13 på KO. Han tabte 7 kampe (1 før tid) og opnåede uafgjort i 7 kampe. En kamp blev afviklet unden en formel afgørelse, men Jacobsen blev af pressen dømt som taber af kampen. Én kamp er registreret som "no contest".
Emanuel Malle Jacobsen blev siden boksetræner og indehaver af det velkendte "Malles Bokseinstitut" eller "Akademisk Bokseinstitut".
Han døde 7. august 1968 på Plejehospitalet Brøndbylund i Brøndbyøster.

## Eksterne links
- Emanuel Jacobsens professionelle rekordliste på boxrec.com